# David Charbonneau
David Brian Charbonneau (n. 1 ianuarie 1974, Ottawa, Ontario, Canada) este profesor de astronomie la Universitatea Harvard. Cercetările sale se concentrează pe dezvoltarea de noi tehnici pentru detectarea și caracterizarea exoplanetelor care orbitează în jurul stelelor asemănătoare Soarelui din vecinătate.

## Viața și educația
David Charbonneau s-a născut în Ottawa, Ontario, Canada. Este fiul lui Brian Charbonneau, geolog, și al Sylviei Charbonneau, medic.
La vârsta de 12 ani, o vizită la Parcul Național Pacific Rim împreună cu familia a stârnit interesul lui David pentru știință. Acolo, a explorat bazinele de maree și a observat diversitatea organismelor din zona intermareică. Experiența l-a marcat profund. În liceu, fascinat de cartea lui Stephen Hawking, Scurtă istorie a timpului. Fascinat de ideile prezentate, a renunțat la biologie și a decis să urmeze studii în fizică și astronomie.
Charbonneau a obținut o diplomă de licență în matematică, fizică și astronomie de la Universitatea din Toronto în 1996. La sugestia prietenei sale Sara Seager, a aplicat și a fost acceptat la programul de masterat în astronomie de la Universitatea Harvard. Ca student masterand în 1999, a realizat o descoperire remarcabilă: prima detectare a unei exoplanete care tranzitează steaua sa gazdă, folosind un telescop de 10 centimetri. Această descoperire a oferit prima constrângere asupra compoziției unei planete extrasolare. Charbonneau a obținut titlul de doctor în astronomie în 2001.
În 2004, Societatea Astronomică a Pacificului i-a decernat Premiul Robert J. Trumpler pentru teza sa de doctorat intitulată Umbre și reflexii ale planetelor extrasolare.

## Carieră
Charbonneau a petrecut perioada 2001-2004 ca bursier postdoctoral RA Millikan în astronomie la Institutul de Tehnologie din California. În 2004, s-a reîntors la Harvard, unde a devenit membru al corpului profesoral al Departamentului de Astronomie.
Charbonneau a fost un membru fondator al Trans-Atlantic Exoplanet Survey (TES), o colaborare care a utilizat o rețea globală de telescoape automate modeste pentru a observa sute de mii de stele. Cu ajutorul TES, Charbonneau a contribuit la descoperirea a încă 5 exoplanete. De asemenea, a fost un pionier în utilizarea observatoarelor spațiale pentru a studia atmosfera exoplanetelor îndepărtate. În 2001, a utilizat Telescopul Spațial Hubble pentru a determina direct compoziția chimică unei exoplanete. În 2005, a condus echipa care a utilizat Telescopul Spațial Spitzer pentru a realiza prima detecție directă a luminii emise de o exoplanetă. În prezent, Charbonneau conduce proiectul MEarth, finanțat de NSF, și este membru al echipei misiunii NASA Kepler. Ambele proiecte își propun să detecteze planete asemănătoare Pământului care ar putea fi potențiale habitate pentru viață dincolo de sistemul nostru solar.

## Premii și onoruri
- Premiul Robert J. Trumpler (2004)
- Fellow de cercetare Alfred P. Sloan (2006–2008)
- Bursa David și Lucile Packard pentru știință și inginerie (2006–2011)
- Medalia NASA pentru realizări științifice excepționale (2006)
- Savantul anului al revistei Discover (2007)
- Premiul Alan T. Waterman al Fundației Naționale de Știință (2009)[16]
- Premiul Raymond și Beverly Sackler în științe fizice (2012)[17]
- Premiul Blavatnik (2016)

## Publicații (selecție)
- Charbonneau, David; Brown, Timothy M.; Latham, David W.; Mayor, Michel (20 ianuarie 2000). „Detection of Planetary Transits Across a Sun-like Star”. The Astrophysical Journal (în engleză). 529 (1): L45–L48. Bibcode:2000ApJ...529L..45C. doi:10.1086/312457. PMID 10615033.
- Charbonneau, David; Brown, Timothy M.; Noyes, Robert W.; Gilliland, Ronald L. (20 martie 2002). „Detection of an Extrasolar Planet Atmosphere”. The Astrophysical Journal (în engleză). 568 (1): 377–384. Bibcode:2002ApJ...568..377C. doi:10.1086/338770.
- Charbonneau, David; Allen, Lori E.; Megeath, S. Thomas; Torres, Guillermo; Alonso, Roi; Brown, Timothy M.; Gilliland, Ronald L.; Latham, David W.; Mandushev, Georgi (10 iunie 2005). „Detection of Thermal Emission from an Extrasolar Planet”. The Astrophysical Journal (în engleză). 626 (1): 523–529. Bibcode:2005ApJ...626..523C. doi:10.1086/429991.
- Knutson, Heather A.; Charbonneau, David; Allen, Lori E.; Fortney, Jonathan J.; Agol, Eric; Cowan, Nicolas B.; Showman, Adam P.; Cooper, Curtis S.; Megeath, S. Thomas (2007). „A map of the day–night contrast of the extrasolar planet HD 189733b”. Nature (în engleză). 447 (7141): 183–186. Bibcode:2007Natur.447..183K. doi:10.1038/nature05782. PMID 17495920.
- Fressin, Francois; Torres, Guillermo; Rowe, Jason F.; Charbonneau, David; Rogers, Leslie A.; Ballard, Sarah; Batalha, Natalie M.; Borucki, William J.; Bryson, Stephen T. (2012). „Two Earth-sized planets orbiting Kepler-20” (PDF). Nature (în engleză). 482 (7384): 195–198. Bibcode:2012Natur.482..195F. doi:10.1038/nature10780. PMID 22186831.
- Dressing, Courtney D.; Charbonneau, David (28 martie 2013). „The Occurrence Rate of Small Planets around Small Stars”. The Astrophysical Journal (în engleză). 767 (1): 95. Bibcode:2013ApJ...767...95D. doi:10.1088/0004-637X/767/1/95.

## Viața personală
Charbonneau este căsătorit cu Margaret Bourdeaux, o avocată și medic global al sănătății, cu care are patru fiice. Cumnata sa este Carolyn Bourdeaux.